# Земля кочевников (книга)
«Земля кочевников: Выжить в Америке XXI века» (англ. Nomadland: Surviving America in the Twenty-First Century) — документальная книга американской журналистки Джессики Брудер, впервые опубликованная в 2017 году и посвящённая жизни бездомных американцев на Диком Западе. Получил высокие оценки критиков, был номинирован на престижные литературные премии, лёг в основу одноимённого фильма, признанного одной из самых громких премьер 2021 года.

## Сюжет
В «Земле кочевников» речь идёт о судьбах простых американцев, выбравших для себя жизнь в домах-фургонах на просторах Дикого Запада. Джессика Брудер рассказывает о своих встречах с вице-президентом McDonald’s, бывшим профессором, полицейским и многими другими людьми.

## Оценки
Книга была опубликована в 2017 году и получила высокие оценки критиков. Так, обозреватель Kirkus Reviews пишет о «привлекательной и очень актуальной журналистике», Тимоти Р. Смит из The Denver Post выделяет как сильные стороны Брудер её ровный, бесстрастный тон и умение отойти в сторону, чтобы не мешать героям, которые выразительны сами по себе. По словам Джо Мартина из Real Change, «Рассказ Брудер даёт возможность войти в жизнь стойких американцев, смело и с юмором встречающих жизненные вызовы. В мире кочевников Брудер встречается со множеством привлекательных персонажей и изображает их с уважением и восхищением. Некоторые из них стали друзьями писательницы, и к ним она испытывает глубокую привязанность».
«Земля кочевников» была номинирована на литературные премии Д. Энтони Лукаса и Хелен Бернстайн, легла в основу одноимённого фильма, вышедшего в 2021 году и получившего восторженный приём критиков. Некоторые герои книги сыграли в картине художественные версии самих себя.